# Vielfalt tut gut

Logo des Bundesprogramms

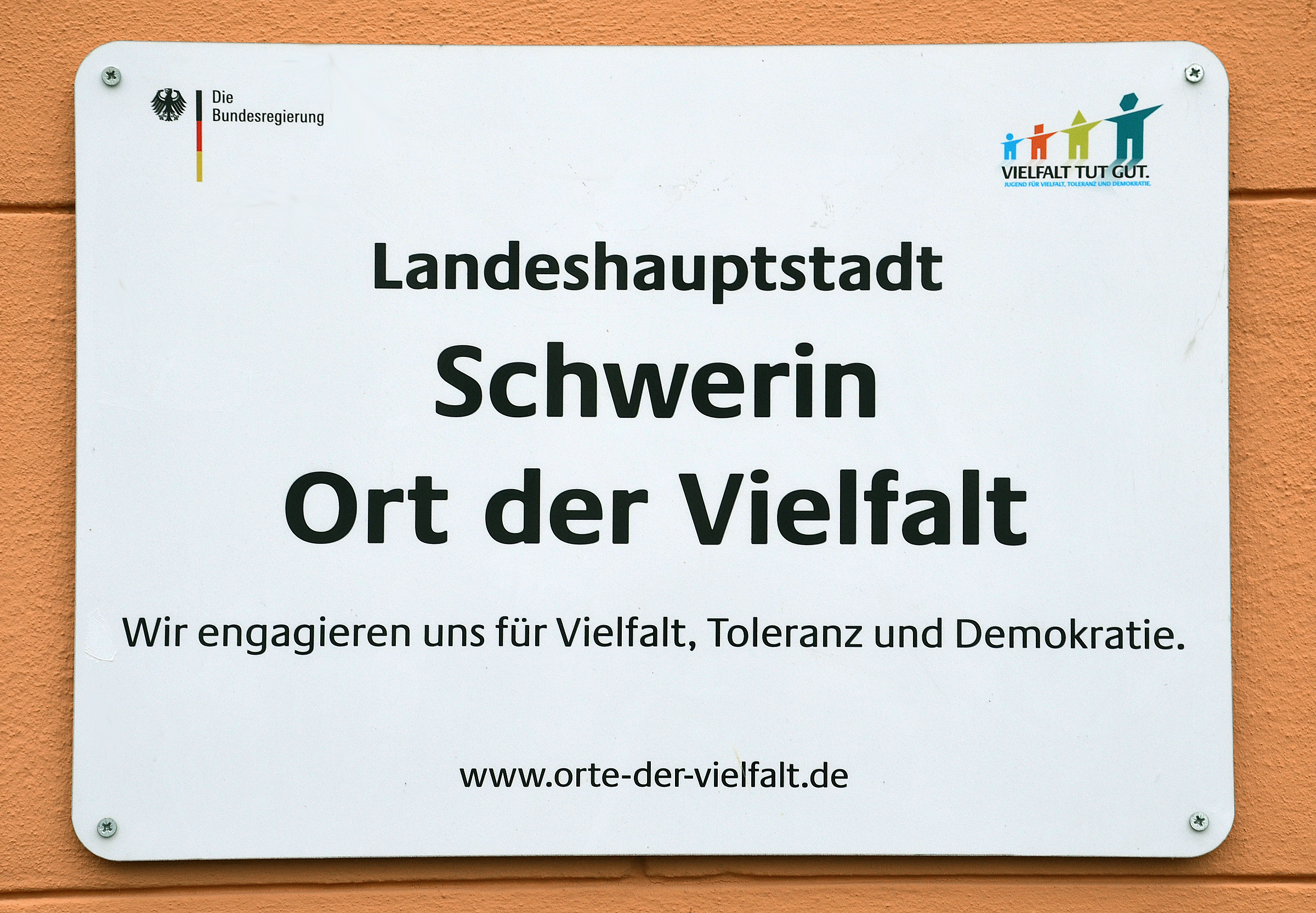
Dasselbe Logo auf der Tafel Ort der Vielfalt für die Landeshauptstadt Schwerin

Vielfalt tut gut. Jugend für Vielfalt, Toleranz und Demokratie war von 2007 bis 2010 ein Programm der deutschen Bundesregierung gegen Rechtsextremismus. Es war der Nachfolger des Programms "Jugend für Toleranz und Demokratie" mit seinen Teilen CIVITAS, Entimon und Xenos und ein Instrument, das präventiv-pädagogisch gegen Rechtsextremismus eingesetzt wurde. Am 1. Januar 2007 wurde es zusammen mit dem Programm "kompetent. für Demokratie – Beratungsnetzwerke gegen Rechtsextremismus" gestartet, am 31. Dezember 2010 beendet und am 1. Januar 2011 vom Programm Toleranz fördern – Kompetenz stärken abgelöst; mittlerweile (Anfang November 2022) ist über die ursprüngliche Homepage-Adresse vielfalt-tut-gut.de das „Bundesprogramm „Demokratie leben!““ verlinkt.

## Aufbau
Das Programm bestand aus lokalen Aktionsplänen, Modellprojekten und wissenschaftlicher Begleitung.

### Lokale Aktionspläne

Lokale Aktionspläne in Deutschland

Es gab 90 Lokale Aktionspläne (LAP) in Deutschland, davon 60 in den neuen Bundesländern. Jedes Fördergebiet erhielt pro Jahr 100.000 €, welche an die Projekte ausgezahlt wurden. Dabei konnte ein Projekt maximal über zwölf Monate laufen und maximal 20.000 € erhalten. Diese lokalen Aktionspläne sollten der Stärkung der Demokratieentwicklung vor Ort dienen. Insgesamt standen pro Jahr 19 Mio. Euro an Fördermitteln zur Verfügung.

### Modellprojekte
Neben den lokalen Aktionsplänen gab es in Deutschland 86 Modellprojekte, die innovative Ansätze zur Bekämpfung von Rechtsextremismus verfolgen sollten. Diese waren in vier Themenbereiche gegliedert:
1. Auseinandersetzung mit historischem und aktuellem Antisemitismus
2. Arbeit mit rechtsextremistisch gefährdeten Jugendlichen
3. Präventions- und Bildungsangebote für die Einwanderungsgesellschaft
4. Früh ansetzende Prävention

### Wissenschaftliche Begleitung
Die wissenschaftliche Begleitung des Projektes wurde 2007 ausgeschrieben und schließlich an das Deutsche Jugendinstitut vergeben. Dieses wurde wiederum von fünf weiteren Forschungsinstituten unterstützt. Es gab eine wissenschaftliche Begleitung für die Evaluation der lokalen Aktionspläne und je eine für die vier Themenbereiche der Modellprojekte.

## Finanzierung
Für das Bundesprogramm standen im Bundeshaushalt 2007 24 Mio. Euro zur Verfügung, die aus dem Budget des Bundesministerium für Familie, Senioren, Frauen und Jugend finanziert wurden.

## Kritik
Ein Kritikpunkt war, dass die Förderung sich nur auf einzelne Kommunen konzentrierte, die sich dafür beworben haben. So blieben Projekte in Kommunen, die das Problem leugneten, ohne Förderung.
Ein anderer Kritikpunkt war, dass die Förderung sich nur auf modellhafte und befristete Projekte beschränkte. Das BMFSFJ gibt dazu an, dass die kontinuierliche Förderung dem Bund nicht gestattet sei, sondern im Aufgabenbereich der Länder und Kommunen liege.
Zudem wird kritisiert, dass, obgleich das Bundesprogramm auf Dauer angelegt war, nur auf Jahresfrist gefördert wurde und deswegen Planungssicherheit fehlte. Des Weiteren wurde die mangelnde Zusammenarbeit von mobilen Beratungsteams und lokalen Aktionsplänen sowie die Nichteinbeziehung der mobilen Beratungsteams in die Auswahl der lokalen Aktionspläne als negativ bewertet.
Außerdem wurde kritisiert, dass „unbequeme“ Vereine nicht gefördert werden.

## Evaluation
Das Programm wurde insgesamt als positiv bewertet. Hinsichtlich der LAP wurde konstatiert, dass die Schwerpunkte auf „Demokratie- und Toleranzerziehung“ lagen, sowie „Interkulturelles Lernen/Antirassistische Bildung“ sowie „Soziale Integration (in der Einwanderungsgesellschaft)“ berücksichtigt wurden. Wünschenswert sei eine stärkere integrative Wirkung des Projekts und eine stärkere Berücksichtigung der Jugendlichen in den Steuerungsstrukturen des Projekts.
Insgesamt wurden 90 Modellprojekte gefördert, wobei ein Großteil in Ostdeutschland unterstützt wurden und Berlin als „Stand- und Durchführungsort zahlreicher Modellvorhaben“ diente. Diese regionale Ballung wurde zwar als positiv im Sinne der Vernetzung evaluiert, jedoch wurde auch gesagt, dass bei „hohen räumlichen Konzentrationen Konkurrenzen um Fördergelder und Zielgruppen entstehen können“.
Die Grundstruktur des Programmes wurde beibehalten und mündete 2011 zusammen mit dem ebenfalls evaluierten kompetent. für Demokratie – Beratungsnetzwerke gegen Rechtsextremismus in der Nachfolgeinitiative Toleranz fördern – Kompetenz stärken.